# پاتریک میگن
پاتریک میگن (به انگلیسی: Patrick Meighan) نویسنده پویانمایی آمریکایی است. وی به خاطر تهیه‌کنندگی و نویسندگی سریال مرد خانواده مشهور شده‌است.